# Haploposthia erythrocephala
Haploposthia erythrocephala är en plattmaskart som beskrevs av Eugene N. Kozloff 2000. Haploposthia erythrocephala ingår i släktet Haploposthia och familjen Haploposthiidae. Inga underarter finns listade i Catalogue of Life.